# Val Perino

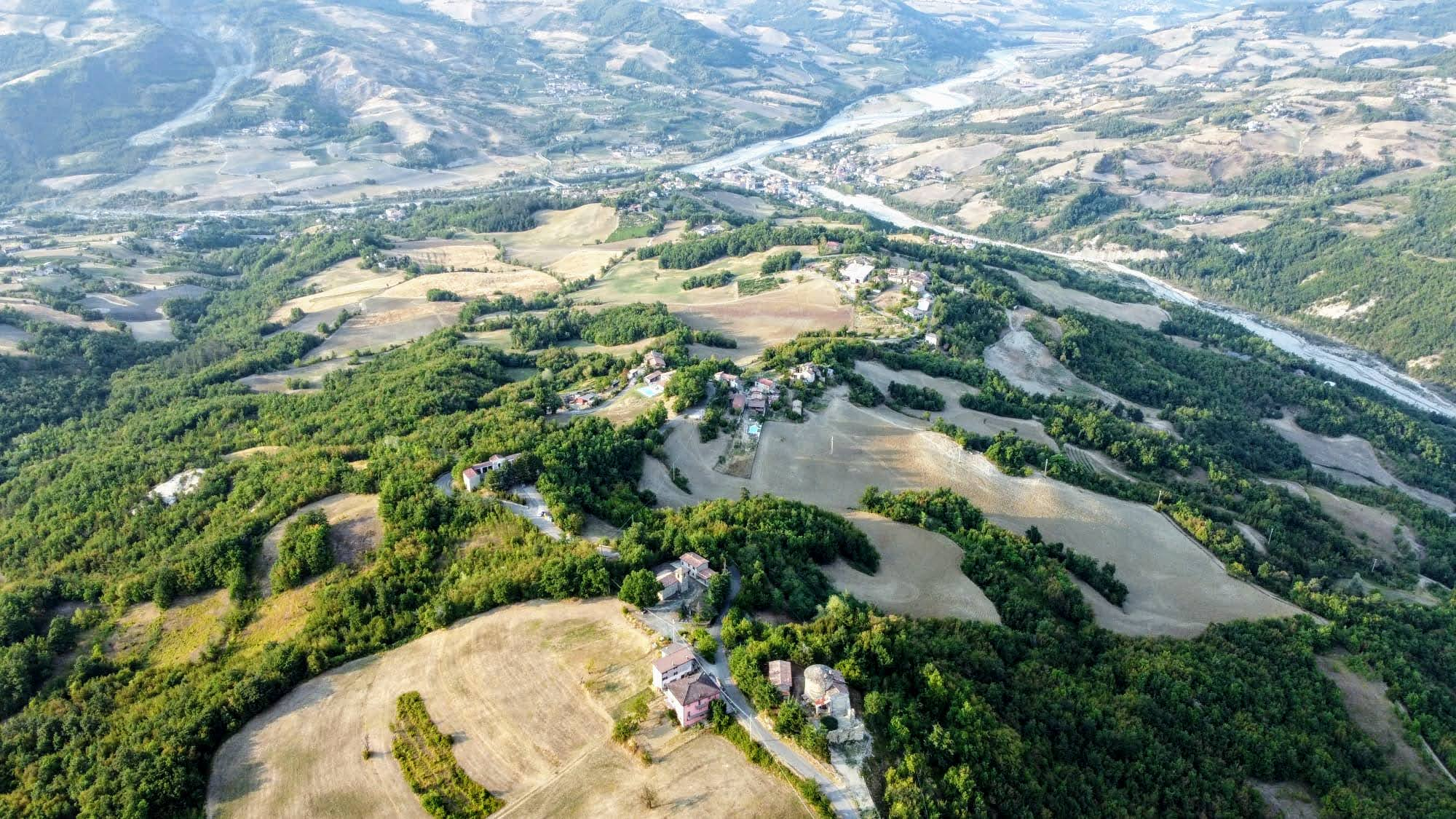
Veduta aerea confluenza tra val Perino (a destra) e val Trebbia

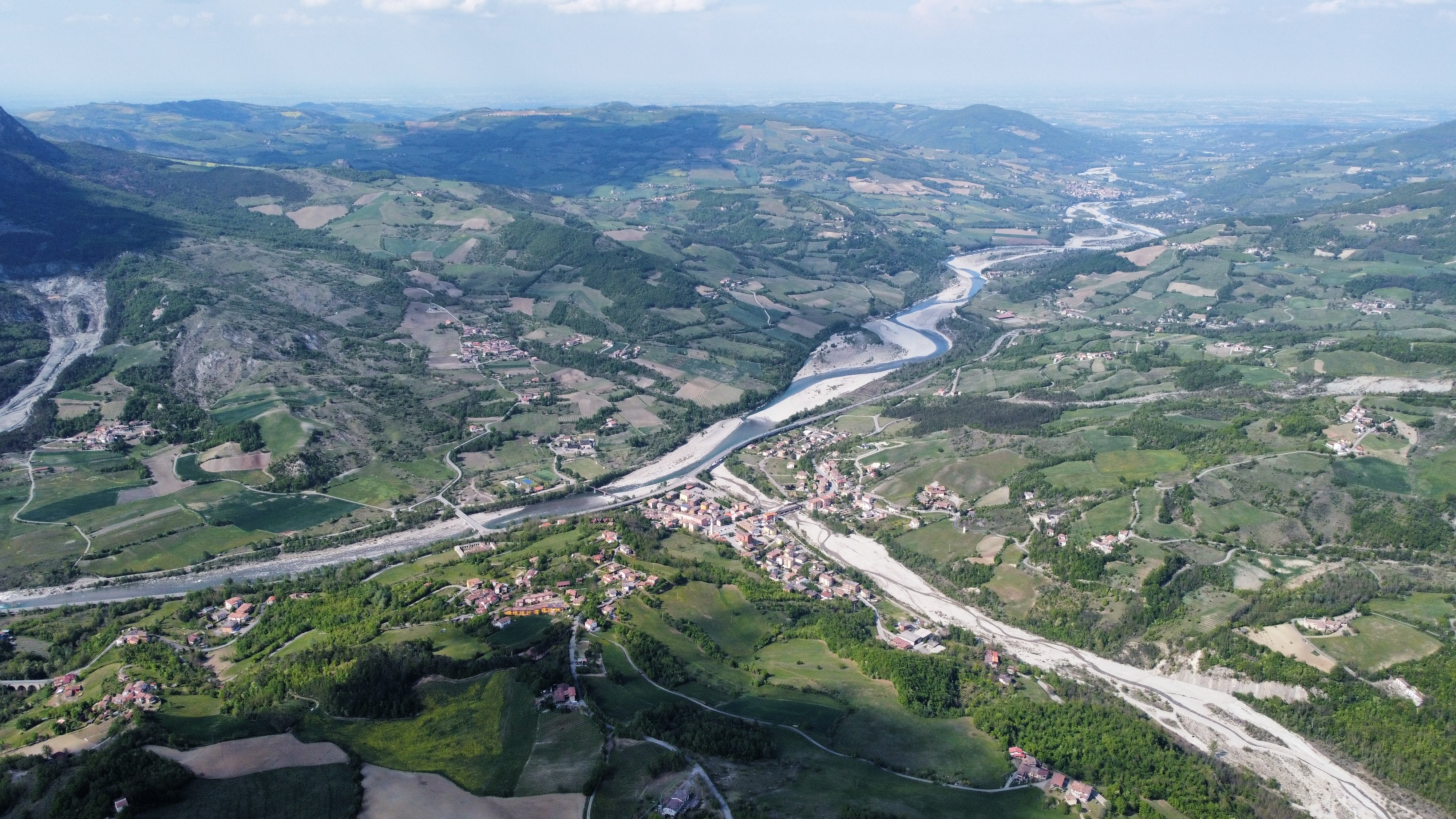
Veduta aerea della Val Trebbia, dove il torrente Perino (a destra) confluisce nel fiume Trebbia (a sinistra)

La val Perino è una valle dell'Appennino ligure, formata dall'omonimo torrente affluente del fiume Trebbia e situata interamente in provincia di Piacenza.

## Geografia fisica
La val Perino è formata dall'omonimo torrente che nasce sui monti della Campagna nel comune di Farini. Dalle sorgenti del torrente fino alla sua confluenza nel Trebbia lo sviluppo della valle è di circa 15 km. 
La vallata è delimitata sul lato meridionale dalla vetta del monte Liscaro,  sul lato occidentale dal crinale formato dai monti Capra, Poggio Alto e gruppo Concrena, e sul lato orientale dal monte Osero. Il paesaggio della val Perino è costituito da un'alternanza tra tratti dediti a coltivazioni e dalle pendenze moderate e tratti più ripidi e scoscesi.

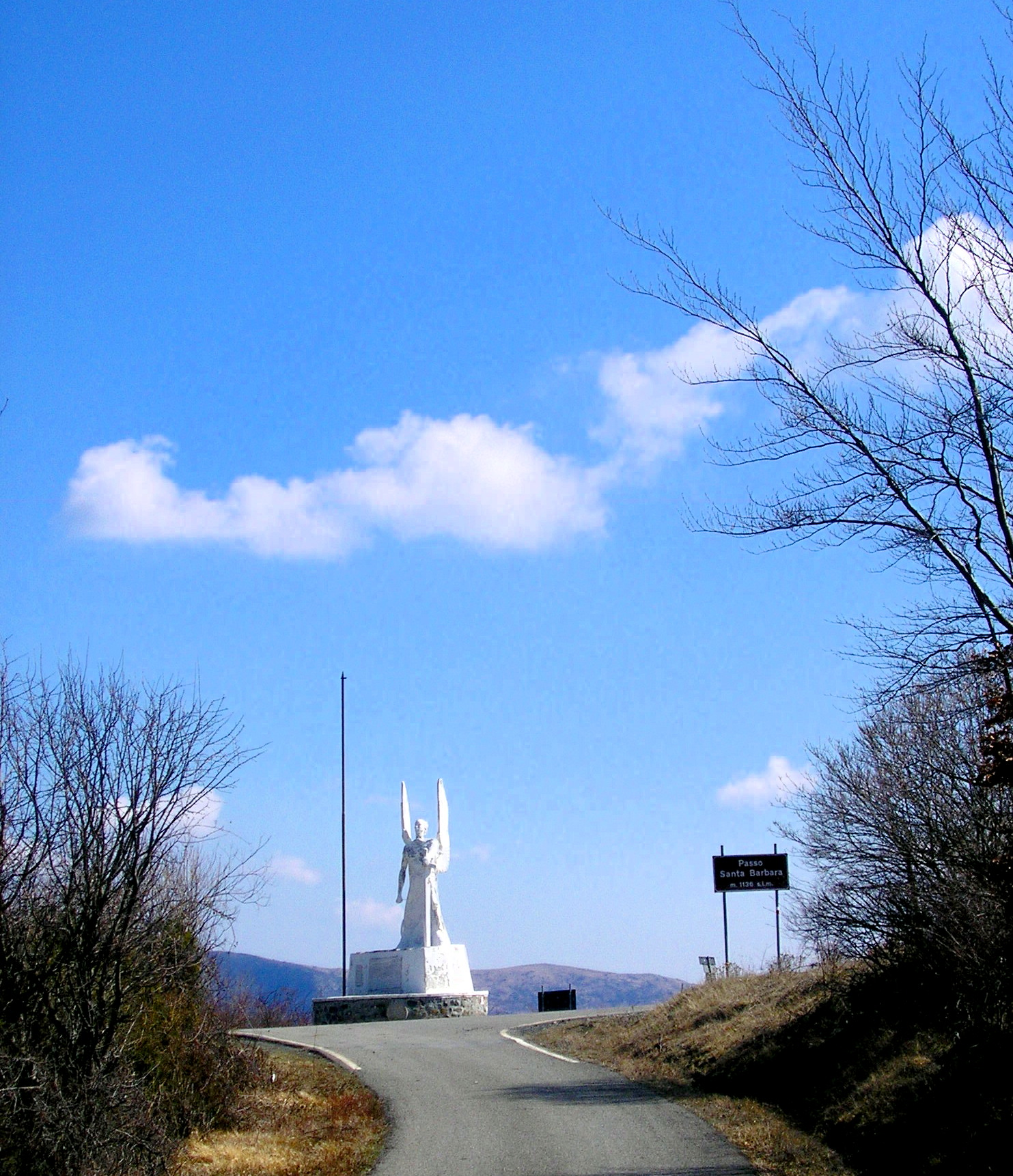
Il passo Santa Barbara

Confina a est con la val Nure e a ovest con la val Trebbia.

### Valichi

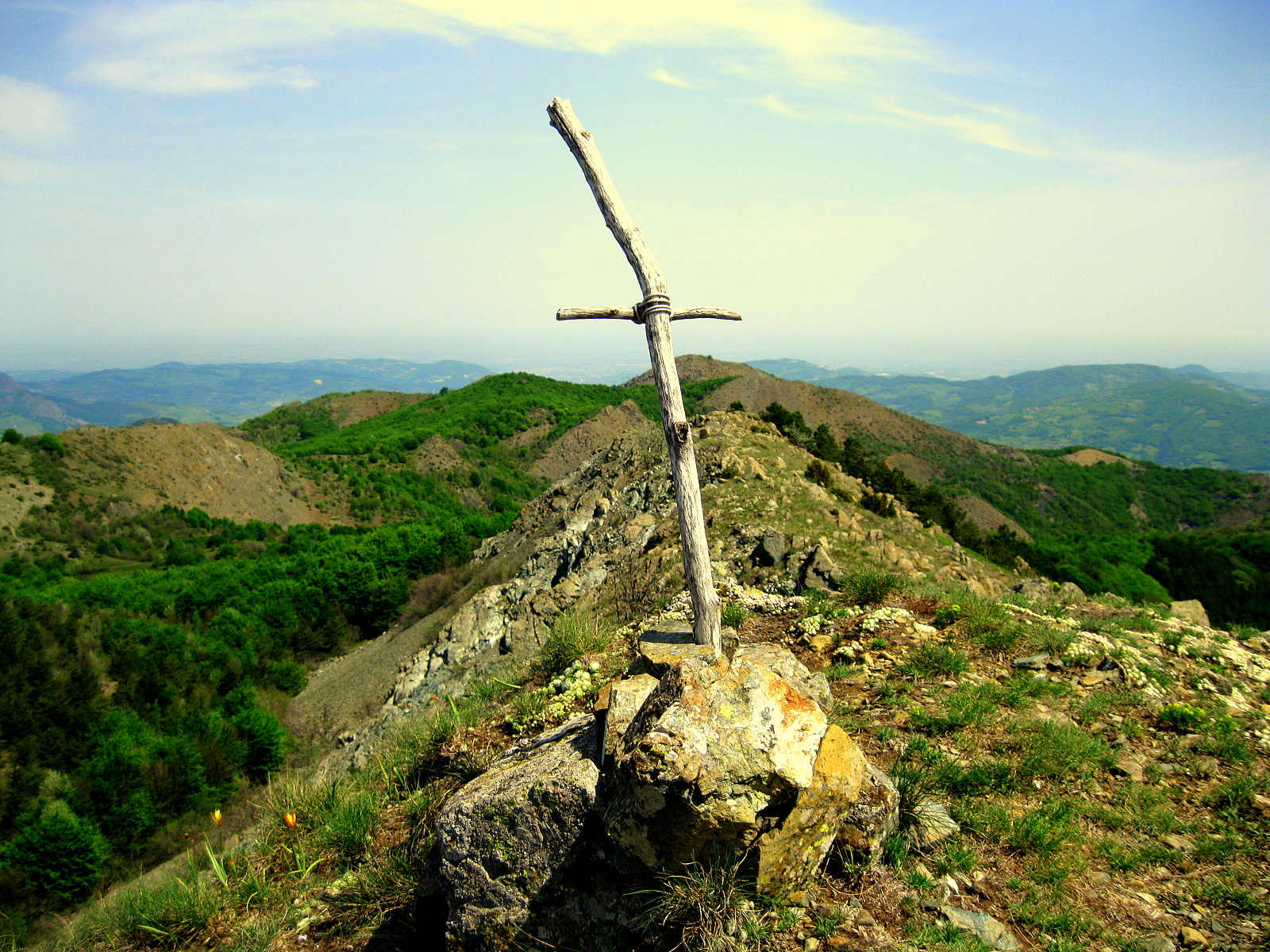
La vetta del monte Capra

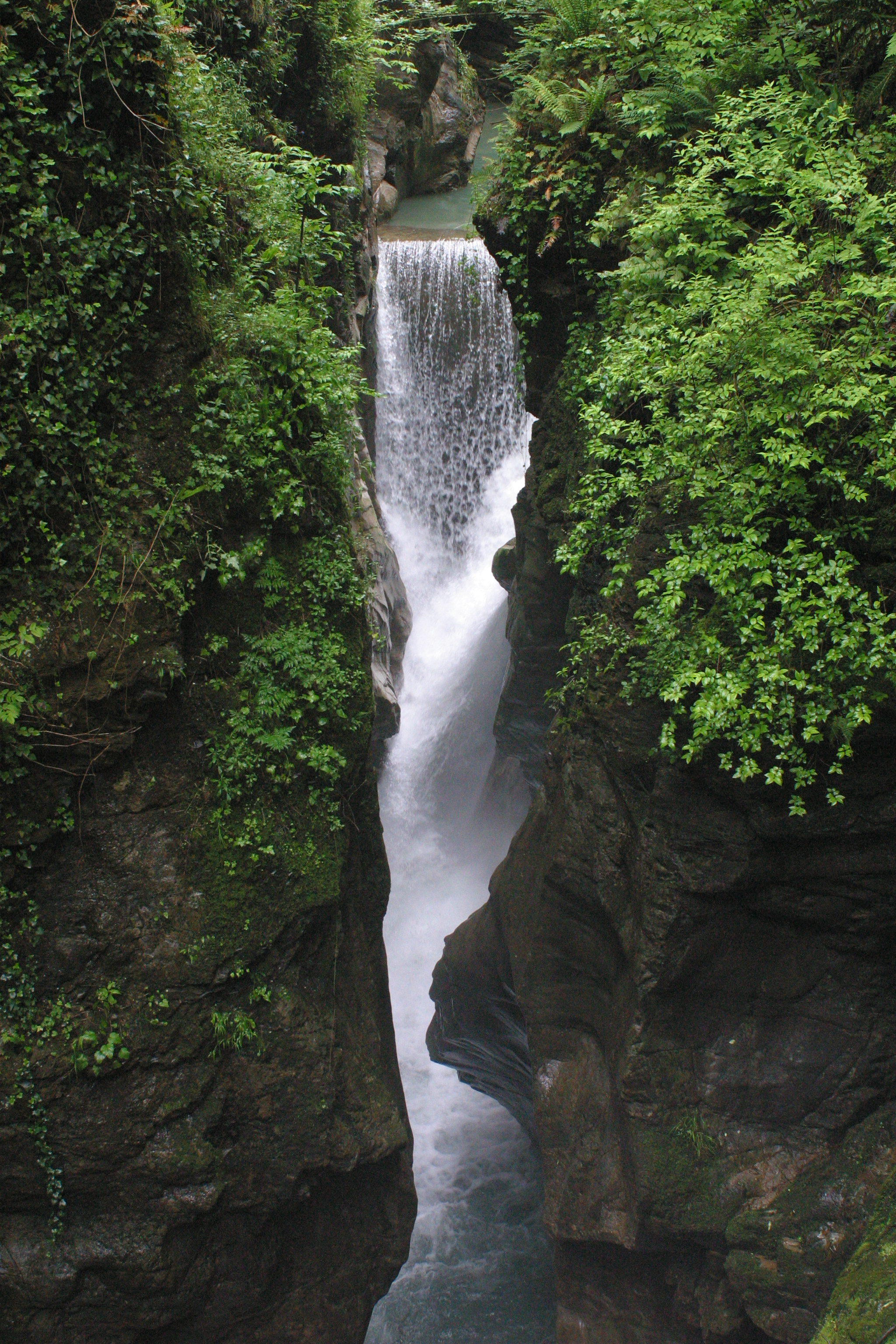
Le cascate del Perino

La val Perino è messa in comunicazione con la val Trebbia tramite il passo Santa Barbara e la Sella dei Generali e con la val Nure tramite il passo della Cappelletta e con la stessa Sella dei Generali.

### Monti
Le vette principali della val Perino sono il monte Liscaro, il monte Capra, il monte Poggio Alto, il gruppo della Concrena e il monte Osero. 

### Idrografia
Il corso d'acqua principale della valle è il torrente Perino, affluente del fiume Trebbia, lungo circa 15 km. Nel medio corso il torrente scorre incassato in una stretta gola formando una dozzina di cascate, con salti che arrivano fino ai 12 m.
Gli affluenti principali del Perino sono il rio Fossato, il rio Pradovera e il rio della Maradina.

## Storia
Nella zona dell'alta valle, nei pressi del passo Santa Barbara, presso dei ripiani frutto dell'interramento di laghi glaciali, durante la fine del Mesolitico, furono presenti insediamenti di cacciatori che si spingevano qui dalla pianura seguendo le proprie prede.
Nel XII secolo viene costruito da parte del comune di Piacenza a Pradovera un castello, con lo scopo di controllare la zona di Appennino tra la val Trebbia e la val Nure e difendersi dalle potenti famiglie della zona, tra le quali spiccano i Nicelli. Nel corso del trecento la zona è teatro di scontri tra la fazione guelfa e quella ghibellina, fedele alla famiglia Pallavicino.
La famiglia Nicelli, detentrice del predominio sulla zona di Bettola costruisce nel 1400 un'imponente fortificazione, il castello di Erbia con la funzione di avamposto per precludere l'accesso alla strada dalla val Trebbia alla val Nure.
Nel 1438 Pradovera viene elevata a contea da parte del duca Filippo Maria Visconti con la concessione dell'investitura a Bartolomeo Anguissola. Nel 1519 la rocca viene scelta da parte di Pier Maria Scotti, detto il Buso, come base utilizzata dalle truppe a lui fedeli per condurre saccheggi nella zona. Nel cinquecento il castello di Pradovera è distrutto da parte di truppe francesi.
In età napoleonica, con la creazione dei comuni la val Perino viene divisa tra i comuni di Travo, Coli e San Giovanni che, in seguito, si sarebbe unito con il comune di San Bernardino andando a formare il comune di Bettola. Nel 1867, con il regio decreto 4066, pubblicato in gazzetta ufficiale il 17 novembre, che sancisce la costituzione del comune di Farini, la frazione di Pradovera viene distaccata dal comune di Coli e assegnata al neonato comune.
A partire dall'età moderna molti castelli della valle iniziano a essere abbandonati; l'abbandono genera un progressivo decadimento delle loro condizioni di conservazione generando una serie di crolli: nel XIX secolo va in rovina la rocca di Pradovera, negli anni sessanta del XX secolo crolla il castello di Villanova, mentre nei primi anni del XXI secolo crolla il castello di Erbia.

## Monumenti e luoghi d'interesse
Castello di ErbiaCostruito intorno al 1400 ad opera di Pietro Nicelli con la funzione di avamposto lungo il percorso che univa la val Perino con la val Nure, il castello fu sottoposto a distruzioni da parte della famiglia Camia nel 1539 in seguito all'uccisione di Giovanni Camia da parte di membri della famiglia Nicelli. In seguito il forte divenne di proprietà della famiglia Gulieri a cui rimase fino ai primi del novecento. In pessime condizioni di conservazione, l'edificio è parzialmente crollato nei primi anni del XXI secolo.
Castello di PozzoCastello con una torre merlata su pianta quadrata, il cortile del fortilizio è contornato da antiche case in sasso; era un avamposto al vicino castello di Macerato.
Torre di MaceratoUltima parte superstite di un più ampio castello risalente all'epoca alto-medioevale. Fu, a partire dal 1026, fu proprietà del monastero di S. Paolo di Mezzano, al quale rimase fino al XIII secolo, passando, poi, agli Anguissola e poi ai Caracciolo, i quali lo cedettero a agricoltori locali durante l'Ottocento.
Torre San GiovanniStruttura difensiva situata nella località Bacchetti, nei pressi della frazione di Villanova, era in origine collegata al locale castello, andato gradualmente in rovina e definitivamente crollato negli anni sessanta del novecento.

## Infrastrutture e trasporti
L'alta valle è attraversata dalla strada provinciale 57 dell'Aserey che, partendo da Farini, in val Nure, raggiunge la val Perino valicando il passo della Cappelletta per poi raggiungere Coli, in val Trebbia, attraverso il passo Santa Barbara. Nella parte bassa della valle la strada provinciale 39 del passo del Cerro si dirama dalla strada statale 45 di Val Trebbia nei pressi della foce del torrente Perino nel Trebbia risalendo la val Perino per, poi, raggiungere la val Nure dopo aver valicato il passo del Cerro.

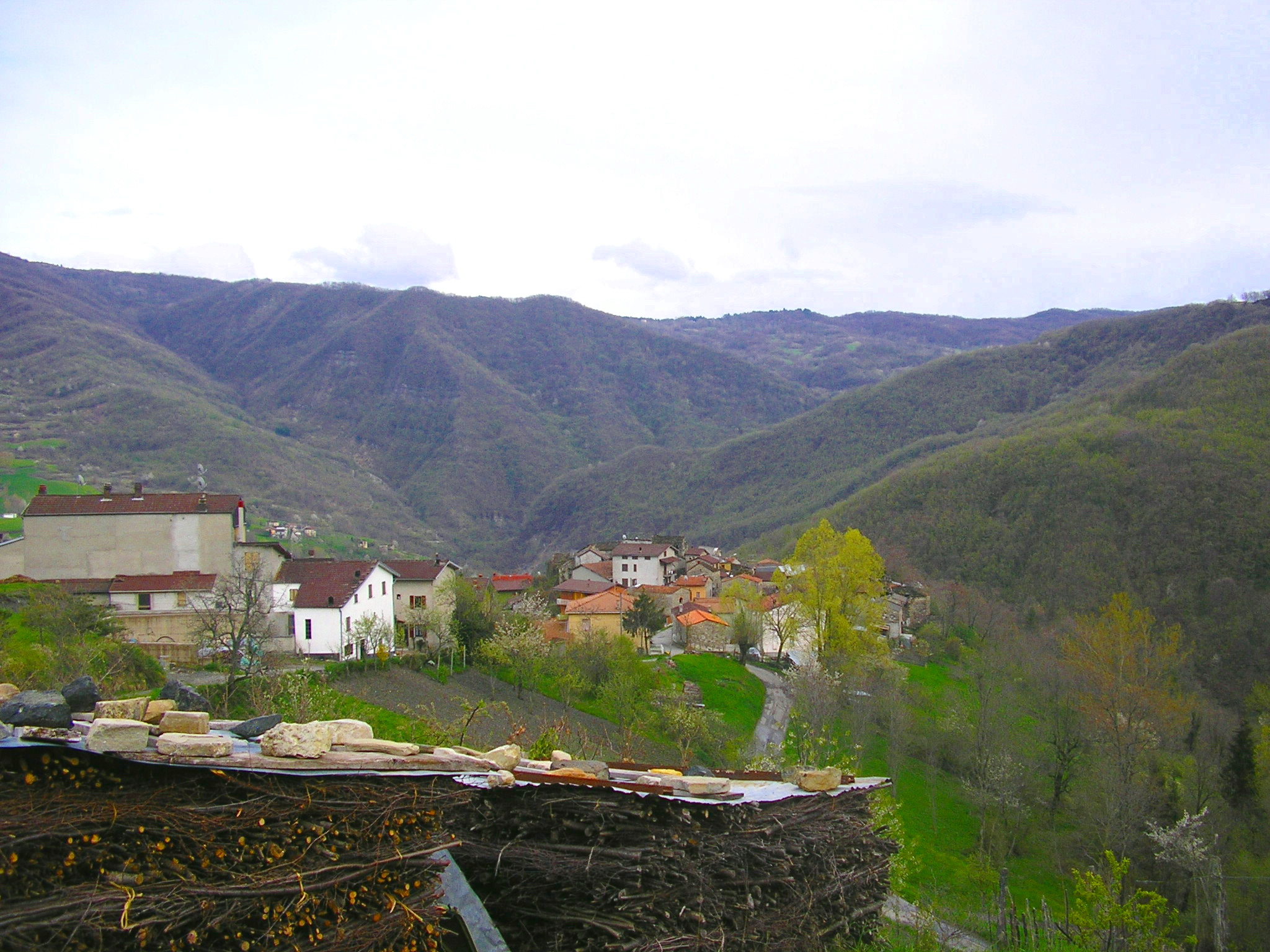
La val Perino nei pressi di Aglio, frazione di Coli

## Amministrazione
La val Perino appartiene amministrativamente ai comuni di Bettola, Coli, Farini e Travo; Bettola e Farini comprendono porzioni territoriali su entrambe le sponde del torrente, mentre i territori dei comuni di Coli e di Travo si trovano rispettivamente sulla sponda sinistra e destra del Perino. Nessuno dei capoluoghi comunali si trova in val Perino. 
La porzione di valle ricadente nei comuni di Bettola e Farini ha fatto parte della comunità Montana valli del Nure e dell'Arda, fino alla sua chiusura avvenuta nel 2013, analogamente la parte di valle compresa nei comuni di Travo e Coli ha fatto parte della comunità montana Appennino Piacentino, anch'essa sciolta.